# Железнодорожная линия Куберле — Морозовская
Куберле — Морозовская — хордовая железнодорожная линия Ростовского региона Северо-Кавказской железной дороги, проходящая по территории Ростовской области с северо-востока на юго-восток. Линия связывает между собой магистральные направления Волгоград 1 — Лихая и Волгоград 1 — Сальск, проходит через города Волгодонск, Морозовск, Цимлянск.
С 1997 по 2017 год линия была частично законсервирована на участке Морозовская — Черкасская.

## История

### Строительство
Строительство железнодорожной линии между Морозовской и Куберле началось в 1949 году. Железная дорога требовалась, чтобы доставлять большие объёмы строительных материалов и техники к месту возведения Цимлянской ГЭС. Северный участок подходил от станции Морозовская линии Сталинград — Лихая, а южный от станции Куберле линии Сталинград — Куберле. На станции Морозовская ещё до начала строительства действовало паровозное депо, поэтому она была выбрана в качестве узловой.
Конфигурация новых участков определялась и направлениями перевозок щебня и камня, массово завозившихся на строительную площадку ГЭС. Основными поставщиками инертных строительных материалов стали карьеры около станции Грачи и около города Гулькевичи в Краснодарском крае. Поэтому северная железнодорожная ветка проектировалась с входом с западного направления, а примыкание к станции Куберле создавалось для прямого выхода на южное направление.
На строительной площадке Цимлянского гидроузла было построено 103,6 км временных железнодорожных путей с тремя крупными железнодорожными станциями: Правый берег, Бетонный завод и Шлюзы для обслуживания работ левого берега. При строительстве дороги были задействованы заключённые ГУЛага. На северном участке дороги — от Морозовска до Цимлянска профиль линии требовал производить только небольшую отсыпку балласта, и за исключением нескольких небольших мостов через балки не требовал строительства значительных инженерных сооружений. Работы над южным участком от станции Куберле до точки примыкания к левому флангу плотины оказались более трудоёмкими. Строителям предстояло построить мост через реку Сал (при проектировании моста пришлось учесть возможность бурных весенних разливов). Кроме того, балки на данной местности имели большие глубины и крутизну склонов.
В октябре 1949 года северный участок до Цимлянской был сдан. Первый пробный поезд прибыл из Морозовской в Цимлянскую в конце сентября 1949 года. В октябре 1949 года строительные работы на участке Морозовская — Цимлянская были завершены. Начало движения на участке Куберле — Добровольская (первое название станции «Волгодонская») планировалось на январь 1950 года, однако пуск участка задержался из-за обрушения строящегося моста через Нагибинскую балку и состоялся в мае 1950 года. Приём обоих участков в постоянную эксплуатацию был произведён в 1951 году. До момента окончания участка Добровольская — Куберле вагоны на станцию подавались со стороны Цимлянской. В 1948—1949 годах было построено 5,2 км подъездных путей, 1950 году — 67,3, 1951 году — 38, в 1951 году — 13,1.
Первоначально обе построенные ветки обслуживали строительство Цимлянского гидроузла. После постройки плотины часть временных железнодорожных путей к местам работ по её строительству была демонтирована, а по плотине был проложен железнодорожный путь протяжённостью в 13 километров. Открытие участка между Добровольской и Цимлянской состоялось летом 1952 года, после того как был завершён монтаж конструкций железнодорожного моста через судоходный канал. Прямое пассажирское и грузовое железнодорожное сообщение между Морозовской и Куберле осуществлялось до 1997 года.
Движение поездов между станциями Черкасская и Морозовская-Южная было прекращено в 1997 году. В феврале 2001 году участку Морозовская — Волгодонская официально был присвоен статус законсервированного, при этом грузовое движение до Черкасской со стороны Куберле частично сохранялось.

### Современное состояние
Участок Черкасская — Цимлянская был отремонтирован в 2012—2013 годах. Расконсервация участка Морозовская — Черкасская началась 29 октября 2016 года.
В 2016—2017 годах сотрудники путевых машинных станций СКЖД восстановили 55 километров путей между станциями Черкасская и Морозовская и отремонтировали участок дороги от станции Цимлянская до станции Черкасская. В 2018 году на станции Волгодонская был капитально отремонтирован второй главный путь.
28 марта 2017 года на станции Волгодонская состоялась торжественная церемония открытия грузового движения на железнодорожном участке Морозовская — Волгодонская.
25 декабря 2019 года в Северо-Кавказской железной дороге сообщили об окончании модернизации системы управления движением поездов (монтаж автоблокировки) на линии Морозовская — Цимлянская, а также о восстановлении разъезда Кумшалек, укладке дополнительного третьего пути на станции Черкасская (ранее разобранного при консервации линии). На участке Волгодонская — Куберле был восстановлен второй путь на бывшей станции Кутейниковская, станция стала разъездом.
Завершение модернизации железной дороги сняло технические ограничения на запуск по линии транзитных пассажирских поездов дальнего следования. Скорость по плотине на перегоне Цимлянская — 103 км составила 40 км/ч.
7 февраля 2020 на маршрут пригородного поезда Ростов-Главный—Сальск—Волгодонская был запущен дизель-поезд нового поколения РА3 вместо своего предшественника РА2. В результате сокращения времени стоянки на станции Сальск и увеличения скорости на некоторых участках, время в пути сократилось на 1 час и составило 5 часов 33 минуты. Иногда вместо РА3 (при понижении спроса) пускают рельсовый автобус марки РА2.
28 июня 2020 открыто сезонное движение пассажирского поезда 465/466 Астрахань—Имеретинский Курорт. На станции Цимлянская графиковой стоянки поезда не запланировано.
Грузовые перевозки осуществляются тепловозами серий 2ТЭ116У и 2ТЭ25КМ приписки ТЧЭ-4 Максим Горький Приволжской дирекции тяги), Сальск (ТЧЭ-14) и Лихая (ТЧЭ-1) Северо-Кавказской дирекции тяги.
Маневровую работу на станциях обеспечивают маневровые локомотивы ЧМЭ3 с припиской к эксплуатационному локомотивному депо Сальск (ТЧЭ −14).
Пригородные поезда обслуживаются ТЧ-4 Ростов-Главный (МВПС) рельсовыми автобусами марки РА3 и РА2.
Пассажирские поезда дальнего следования обслуживаются тепловозом ТЭП70БС приписки эксплуатационным локомотивным депо Лихая (ТЧЭ-1) Северо-Кавказской дирекции тяги.

## Раздельные пункты
| км    | Название          | Тип     |
| ----- | ----------------- | ------- |
| 1     | Морозовская       | станция |
| 5     | Морозовская-Южная | станция |
| 35,2  | Кумшалек          | разъезд |
| 55,1  | Черкасская        | станция |
| 89,5  | Цимлянская        | станция |
| 103   | 103 км            | разъезд |
| 109,6 | Волгодонская      | станция |
| 124,3 | Саловский         | разъезд |
| 145,2 | Кутейниковская    | разъезд |
| 175,6 | Куберле           | станция |

Ликвидированные остановочные пункты:
- Вязовый
- Пойменный
- Новолодино
- Раздорный
- Хлоповский

## Движение поездов
В направлении Куберле — Морозовская — Куберле осуществляется движение грузовых и пассажирских поездов и в направлении Куберле — Волгодонская — Куберле движение пригородных поездов.
Грузовые перевозки осуществляются тепловозами серий 2ТЭ116У и 2ТЭ25КМ приписки ТЧЭ-4 Максим Горький Приволжской дирекции тяги), Сальск (ТЧЭ-14) и Краснодар (ТЧЭ-12) Северо-Кавказской дирекции тяги. 
Маневровую работу на станциях обеспечивают маневровые локомотивы ЧМЭ3 с припиской к эксплуатационному локомотивному депо Сальск (ТЧЭ −14).
Пригородные поезда обслуживаются ТЧ-4 Ростов-Главный (МВПС) рельсовыми автобусами марки РА3 и РА2.
Пассажирские поезда дальнего следования обслуживаются тепловозом ТЭП70БС приписки эксплуатационным локомотивным депо Краснодар (ТЧЭ-12) Северо-Кавказской дирекции тяги.

### Пригородное сообщение
| Пригородное | Пригородное                   | Пригородное | Пригородное                   |
| № поезда    | Маршрут движения              | № поезда    | Маршрут движения              |
| ----------- | ----------------------------- | ----------- | ----------------------------- |
| 6813        | Волгодонская — Ростов-на-Дону | 6814        | Ростов-на-Дону — Волгодонская |

### Дальнее сообщение[10]
| № поезда                         | Маршрут движения                 | № поезда                         | Маршрут движения                 |
| Круглогодичное обращение поездов | Круглогодичное обращение поездов | Круглогодичное обращение поездов | Круглогодичное обращение поездов |
| -------------------------------- | -------------------------------- | -------------------------------- | -------------------------------- |
| 99                               | Санкт-Петербург — Адлер          | 100                              | Адлер — Санкт-Петербург          |
| 113                              | Санкт-Петербург — Адлер          | 114                              | Адлер — Санкт-Петербург          |
| 119                              | Тюмень — Кисловодск              | 120                              | Кисловодск — Тюмень              |
| 365                              | Пермь — Кисловодск               | 366                              | Кисловодск — Пермь               |
| 367                              | Киров — Кисловодск               | 366                              | Кисловодск — Киров               |
| Сезонное обращение поездов       |                                  |                                  |                                  |
| 465                              | Астрахань — Имеретинский курорт  | 466                              | Имеретинский курорт — Астрахань  |
| 505                              | Саратов — Имеретинский курорт    | 506                              | Имеретинский курорт — Саратов    |

## Характеристика линии
- Количество путей: 1
- Электрификация: нет
- Ширина колеи: 1520 мм
- Протяжённость линии: 175,6 км
- Развёрнутая длина пути: более 100 км
- Пропускная способность: 25 пар поездов в сутки[6]
- Вид блокировки: автоматическая на всей линии с декабря 2019 года